# Grenaabanen
Grenaabanen er en dansk jernbanestrækning mellem Aarhus og Grenaa på Djursland, der siden 2019 er en del af Aarhus Letbane.
Banen blev oprettet over to omgange sammen med strækningen Randers-Ryomgård af det private selskab Østjyske Jernbane (ØJJ) i 1876-77. Begge baner blev overtaget af DSB i 1881. 
Grenaabanen ejes i dag af Banedanmark. Fra 9. december 2012 indgik den sammen med Odderbanen i Aarhus Nærbane, hvor der kørtes med  nye Desiro-tog mellem Odder og Grenaa uden skift på Aarhus H. Mellem januar 2006 og 2011 kørte der ingen godstog til eller fra Grenå.
Fra 27. august 2016 blev hele nærbanen lukket for ombygning til letbane. Den sydlige del af Grenaabanen mellem Aarhus H og Skolebakken Station genåbnede 21. december 2017 som en del af den første del af Aarhus Letbane fra Aarhus til Aarhus Universitetshospital. Resten af Grenaabanen skulle være genåbnet som letbane i begyndelsen af 2018, men det blev udsat flere gange, da der afventedes en sikkerhedsgodkendelse. Godkendelsen forelå 25. april 2019, og genåbningen fandt sted 30. april 2019. Under ombygning til letbane blev strækningen desuden elektrificeret. Stålklapper på alle perroner giver passagerer direkte adgang til de smalle letbanetog, men skal klappes op hvis godstog skal passere, da de er bredere.

## Strækningsdata
- Ryomgård-Grenaa 26. august 1876
  - Længde: 28,7 km
  - Sporvidde: 1.435 mm
- Aarhus-Ryomgård 1. december 1877
  - Længde: 40,2 km
  - Sporvidde: 1.435 mm

## Banen i dag
- Den Permanente blev nedlagt i 2005 og er i dag en såkaldt "spøgelsesstation" ved badestranden Den Permanente i Aarhus.
- Europaplads Station (Tidligere kendt som "Århus Havn"[bør uddybes][kilde mangler]), indstillet nedlagt siden 2012, men blev dog erstattet af den delvis overdækkede Dokk1 i 2017.
- Østbanetorvet, tidligere endestation med tilhørerne banegård (Aarhus Ø), i dag krydsningsstation og har i forbindelse med byggeriet af beboelse mv. på havnefronten i Aarhus fået større betydning. Banegården huser i dag en møbelbutik, men fungerer stadigt som perron og venteområde udendørs.